# Tiapridă
Tiaprida este un antipsihotic atipic derivat de benzamidă, fiind utilizat în unele țări în tratamentul schizofreniei și al psihozelor. Căile de administrare disponibile sunt orală și intramusculară. Este un antagonist dopaminergic al receptorilor D2 și D3.

## Utilizări medicale
Tiaprida este utilizată în tratamentul:
- psihozelor (simptomele negative)
- agitației și agresivității, în special la pacienții cu alcoolism cronic și la vârstnici
- tulburărilor comportamentale manifestate prin agitație și agresivitate